# Rubus pseudoacer
Rubus pseudoacer är en rosväxtart som beskrevs av Tomitaro Makino. Rubus pseudoacer ingår i släktet rubusar, och familjen rosväxter.

## Underarter
Arten delas in i följande underarter:
- R. p. flexuosus
- R. p. pseudoacer